# FIELD system
FANUC Intelligent Edge Link and Drive (FIELD) systemは、ファナックが開発する製造業向けIoTプラットフォームである。FIELD systemを導入することで、複数台の産業用ロボットの学習情報を共有して学習時間を短縮したり、機械に取り付けられたセンサの情報をディープラーニングで解析することで故障予知が可能になるとしている。
2016年4月に開発が発表された。FIELD systemの発表当初から米シスコシステムズ、米Rockwell Automation、東大発ベンチャー企業のPreferred Networksが開発に加わっており、さらに同年7月にはNTTが、同年10月にはNVIDIAが加わった。2016年8月には、FIELD systemに参画するパートナー企業向けイベント「FIELD system Partner Conference」が開催され、トヨタ自動車や日立製作所、本田技研工業など約200社が参加した。
2018年1月31日には、日立製作所およびPreferred Networksと、合弁会社Intelligent Edge Systemの設立に合意した。日立製作所のOT、ITを取り込むものと見られる。
2018年4月16日には第2版が発表された。第2版では、機器の状態を分析することに加えて、分析結果や解析結果に基づいて機器に指令する機能が追加された。

## 特徴
- アプリケーションは、「FIELD system Store」からネットワーク経由で購入する[8]。FIELD system Storeでは、サードパーティのアプリケーションも購入できるようになる。
- エッジヘビーの思想を取り入れており、リアルタイム性とセキュリティに優れているとされる[9]。
- エッジから取得したデータの解析には、深層学習による人工知能を利用できる[10]。
- オープンプラットフォームを謳っており、サードパーティの開発者が自由にアプリケーションやコンバータを開発・販売できる。
- コンバータを用いることで、何十年も前の古いCNC装置や、ファナック以外のメーカのCNC装置も接続することが可能である[11]。OPC UAに対応しており、MTConnectにも対応予定。
- 小規模システムを構成するためのハードウェアとして、FIELD BASE Proを用意している[8]。

## アプリケーション
下記のアプリケーションが発表されている。
- iPMA on FIELD[8][12]
  - 工場の稼働分析や生産性改善のためのアプリケーション
  - 接続された機器の稼働状況をリアルタイムで監視できる
  - PMAはProduction Monitoring & Analysisの略
- iZDT on FIELD[8][13]
  - ダウンタイムを削減するためのアプリケーション。
  - ファナック製のCNC装置やロボットの状態を監視し、事前保守を促す。
  - ZDTはZero Down Timeの略。

- 加工時間予測
  - 工作機械の加工時間を高精度に予測するアプリケーション。

- 個人認証・履歴管理
  - 製造現場の利用者の操作権限や操作履歴を管理する

## パートナー
同システムの導入をサポートするために、パートナー制度が設けれられており、2017年9月末現在で約400社が登録している。
パートナーは、役割に応じて下記の区分に分かれる。
- トータルインテグレーションパートナ
  - FIELD system全体の導入および保守
- システムインテグレーションパートナ
  - セルやラインの機器を中心とした導入および保守
- ネットワークインテグレーションパートナ
  - ネットワークシステムの導入および保守
- アプリケーションデベロッパ
  - アプリケーションやコンバータの開発および保守
- デバイスパートナ
  - デバイスや関連コンバータの開発および保守